# El incidente (Lost)
"The Incident" es título de los episodios decimosexto y decimoséptimo de la quinta temporada de la serie de televisión Lost, de la cadena ABC. Fue escrito por Damon Lindelof y Carlton Cuse, y dirigido por Jack Bender. Las dos partes de "The Incident" fueron emitidas el 13 de mayo de 2009 en Estados Unidos y Canadá.

## Trama

### Año indeterminado
Al lado de la estatua de una divinidad egipcia, aun intacta, Jacob (Mark Pellegrino), está en una playa dedicado a aprovechar un pez que capturó con una nasa, cuando llega a hablar con él otro hombre (Titus Welliver), quien sugiere que Jacob ha hecho ir hacia la isla un velero que se ve en el horizonte. El hombre dice que se repetirá la historia de los que llegan a la isla y Jacob le dice que así se logra el progreso. El hombre le dice que apenas pueda encontrar una escapatoria matará a Jacob.

### 1977
Kate (Evangeline Lilly) va con Juliet (Elizabeth Mitchell) y Sawyer (Josh Holloway) en el submarino con el resto de personas que van a evacuar la isla, pero Kate convence a Juliet de la necesidad de regresar para impedir que Jack haga estallar una bomba atómica y Sawyer debe seguirlas. Obligan al capitán a salir a la superficie, dañan su radio y regresan en una balsa mientras el submarino se sumerge para proseguir la evacuación. Cuando llegan a la playa encuentran al perro Vincent, al cuidado de Rose (L. Scott Caldwell) y Bernard (Sam Anderson), quienes han estado escondidos durante tres años. Rose y Bernard explican que ahora están jubilados disfrutando de la naturaleza, y no quieren inmiscuirse en las luchas en que viven los demás. Finalmente Rose accede a decirles en que dirección quedan las barracas de Dharma.
Mientras tanto, Jack Shephard (Matthew Fox) y Sayid Jarrah (Naveen Andrews) desarman la bomba para extraer su núcleo y usarlo para llevar a cabo el plan de Daniel Faraday. Richard Alpert (Nestor Carbonell) y Eloise Hawking (Alice Evans) los conducen por entre túneles hasta llegar a las barracas. Richard golpea y deja inconsciente a Eloise para evitar que se arriesgue encabezando la operación para hacer estallar la bomba. Sayid se coloca un uniforme de Dharma y junto con Jack tratan de escabullirse en medio de la confusión que reina en las barracas, pero son descubiertos por Roger Linus (Jon Gries) quien hiere gravemente a Sayid. Jack lo carga y logran escapar gracias a que en una combi los recogen Hugo (Jorge Garcia), Jin (Daniel Dae Kim) y Miles (Ken Leung). Hugo los conduce hasta el sitio donde se construye la Estación Cisne, pero son súbitamente detenidos por Juliet, Sawyer y Kate.
Jack y Sawyer discuten sobre la situación y Sawyer dice que "lo hecho, hecho está" y ellos no deben tratar de cambiar el pasado. Jack insiste en que sí se pueden cambiar los acontecimientos y dice que Locke tenía razón. Al no poder convencerlo, Sawyer golpea a Jack hasta que interviene Juliet y le pide que lo deje detonar la bomba. Juliet le dice a Sawyer que aunque lo ama y él a ella, amarse no significa que deban estar juntos y que hubiera sido mejor no haberlo conocido nunca para no pasar por el dolor de perderlo. Jack llega a la Estación Cisne, pero también lo hace Phil (Patrick Fischler), junto con un grupo de guardias armados. El Dr. Pierre Chang (Francois Chau) fracasa en convencer a Radzinsky para que no continúe la perforación hacia la fuente de energía magnética y, cuando ésta ya ha sido alcanzada de acuerdo con los datos de los instrumentos, se desata una lucha en la cual Jack logra tirar la bomba por la perforación, pero no explota y en cambio la fuente magnética comienza a atraer el taladro y todos los equipos metálicos. El Dr. Chang queda atrapado cuando una viga cae sobre su brazo y es rescatado por Miles. Phil muere al caerle un andamio encima y una vara de hierro le atraviesa el pecho. Juliet se enreda en una cadena y es atraída dentro del pozo magnético a pesar de los esfuerzos de Sawyer por sostenerla. Al finalizar el episodio se ve a Juliet viva dentro de la perforación al lado de la bomba. Con gran esfuerzo golpea el detonador de la bomba para que explote en la isla.

### 2007
Locke (Terry O'Quinn), Benjamin Linus (Michael Emerson), Sun (Yunjin Kim)y Los Otros marchan hacia las ruinas de la estatua donde, según Richard, reside Jacob. Locke le asigna a Ben la tarea de matar a Jacob y argumenta que Ben tiene motivos para hacerlo pues ha dedicado ciegamente su vida a obedecer a Jacob sin que ello haya valido la pena. Richard acepta abrir el muro de la base de la estatua para que Locke entre a ver a Jacob. 
Al mismo tiempo, el grupo de sobrevivientes del vuelo Ajira 316, encabezado por Ilana (Zuleikha Robinson) y Bram (Brad William Henke), también busca a Jacob. Llevan a Frank Lapidus (Jeff Fahey), pues creen que puede llegar a serles útil. Van primero a la cabaña, pero la encuentran abandonada y la queman. Van entonces hacia la estatua y llegan cuando Locke ya ha entrado con Ben al salón que hay bajo la estatua. Ilana le hace a Richard la pregunta "¿Qué yace a la sombra de la estatua?" y Richard le responde debidamente en latín: "Ille qui nos omnes servabit" (el que nos salvará a todos). Ilana abre entonces la caja que han cargado y todos pueden ver lo que hay dentro: el cuerpo sin vida de John Locke. Sun dice lo que todos preguntan, "entonces ¿Quién fue el que entró [bajo la estatua]?". En la cámara subterránea, Jacob deduce que Locke es, en realidad, el otro hombre que estaba con él en la playa en la escena inicial del episodio. Jacob le dice a Ben que no necesariamente debe obedecer a Locke, pero Ben reflexiona sobre sus resentimientos contra Jacob, le clava un puñal y lo mata y el hombre que aparece como Locke tira el cuerpo de Jacob al fuego.

## Flashbacks
A través del episodio se ve cómo varios de los principales personajes ya conocían a Jacob. Kate, siendo niña (Emily Evan Rae), intentó robar una fiambrera de una tienda y cuando el dueño iba a avisar a la policía, Jacob pagó lo que la niña se llevaba. Durante el funeral de sus padres, Sawyer recibe como regalo un bolígrafo, el cual utilizó posteriormente para escribir la nota al hombre causante de su tragedia; Jacob es quien hace el presente. Cuando Sayid ya está casado con Nadia (Andrea Gabriel), Jacob lo distrae mientras un automóvil atropella a su esposa y ella muere, salvándole la vida. Ilana está gravemente herida en un hospital y Jacob la visita para preguntarle si está dispuesta a ayudarlo e ir a la isla. Sun y Jin son felicitados por Jacob el día de su boda y él les dice que defiendan siempre su amor. Jack se encuentra con Jacob después de una cirugía en la que ha tenido un conflicto con su padre. Se revela que al salir Hugo de la cárcel, lo espera Jacob en un taxi y es él quien lo convence de tomar el Ajira 316, tras decirle que no está loco y que si ve a los muertos se debe a que tiene un gran don; una guitarra está en el taxi, Jacob dice que no es de él y Hugo se queda con ella. Jacob habla con Locke inmediatamente después de que cayera por la ventana de un edificio lanzado por su padre; le dice que lamenta que eso le haya ocurrido a él. 
Por otra parte se aprecia el trauma de Juliet y su hermana cuando niñas, en el momento en que sus padres les informan que han decidido divorciarse. La madre de Juliet dice que ellos aún se aman pero no pueden vivir juntos.